# District de Meilen
Le district de Meilen est un district du canton de Zurich en Suisse.

## Communes
| Nom            | N° OFS | Population (décembre 2022) |
| -------------- | ------ | -------------------------- |
| Erlenbach      | 151    | +005 678,                  |
| Herrliberg     | 152    | +006 749,                  |
| Hombrechtikon  | 153    | +008 964,                  |
| Küsnacht       | 154    | +014 833,                  |
| Männedorf      | 155    | +011 437,                  |
| Meilen         | 156    | +014 754,                  |
| Oetwil am See  | 157    | +004 947,                  |
| Stäfa          | 158    | +014 889,                  |
| Uetikon am See | 159    | +006 325,                  |
| Zollikon       | 161    | +013 472,                  |
| Zumikon        | 160    | +005 633,                  |
| Total          | Total  | +107 681,                  |